# Грассл, Карен
Карен Грассл (англ. Karen Grassle, род. 25 февраля 1942) — американская актриса.

## Жизнь и карьера
Карен Грассл родилась и выросла в Беркли, Калифорния. Она закончила со степенью бакалавра искусств Калифорнийский университет в Беркли, после чего получила стипендию на обучение в Королевской академии драматического искусства в Лондоне. После завершения обучения в 1968 году она переехала в Нью-Йорк и дебютировала на бродвейской сцене в пьесе «Эти свободные бабочки», а в начале семидесятых начала карьеру на телевидении с роли в вестерне «Дымок из ствола».
Грассл добилась наибольшей известности благодаря своей роли Кэролайн Ингаллс в длительном телесериале «Маленький домик в прериях», в котором снималась с 1974 по 1981 год, на протяжении всего периода трансляции шоу. Будучи известной лишь на театральной сцене, Карен Грассл, получила эту роль обойдя более сорока претенденток.
После завершения сериала «Маленький домик в прериях» Грассл снялась в нескольких телефильмах и была гостем в сериалах «Лодка любви», «Отель» и «Она написала убийство». На большом экране она появилась в фильмах «Война Гарри» (1981) и «Уайетт Эрп» (1994). В середине восьмидесятых она вернулась на театральную сцену и в основном была активна в различных пьесах, таких как «Шофёр мисс Дэйзи», где актриса сыграла заглавную роль.
Грассл была замужем трижды, у неё есть ребёнок от второго брака.

## Награды и номинации
| Год  | Название кинопремии            | Категория                       | Работа                    | Результат |
| ---- | ------------------------------ | ------------------------------- | ------------------------- | --------- |
| 1975 | Western Heritage Awards        | Вымышленная телевизионная драма | Маленький домик в прериях | Номинация |
| 1976 | TP de Oro, Spain               | Лучшая иностранная актриса      | Маленький домик в прериях | Номинация |
| 1977 | TP de Oro, Spain               | Лучшая иностранная актриса      | Маленький домик в прериях | Лауреат   |
| 2022 | Long Key Awards                | Лучшая актриса                  | Наследник                 | Лауреат   |
| 2022 | Fort Myers Beach Film Festival | Лучшая актёрская игра           | Наследник                 | Лауреат   |